# Antônio Paulino da Silva
Antônio Paulino da Silva, (São Paulo, 22 de abril de 1867 - Rio de Janeiro, 14 de setembro de 1927), foi um magistrado brasileiro da Justiça do Rio de Janeiro (antigo Distrito Federal) e um dos primeiros juízes do período republicano sensível às causas populares e à defesa dos interesses nacionais, papel assumido mais tarde pelo Desembargador Osny Duarte Pereira,  pelos Ministros José de Aguiar Dias e Hermes Lima e pelos juízes José Epaminondas Monjardim Filho e Eliézer Rosa, todos com atuação relevante nas décadas de 50 e 60.
Bacharelando-se pela Faculdade de Direito da Universidade de São Paulo, exerceu a advocacia na cidade de Serra Negra, estado de São Paulo e o cargo de promotor público nessa mesma cidade e nos municípios de Amparo e Lindóia, durante a última década do século XIX. Nomeado em 2 de dezembro de 1908 juiz de direito do antigo Distrito Federal, teve a oportunidade de empregar os seus conhecimentos jurídicos na aplicação do bom direito, principalmente, a partir de 1912, quando na titularidade da 12ª Vara Cível.

## Litigantes poderosos

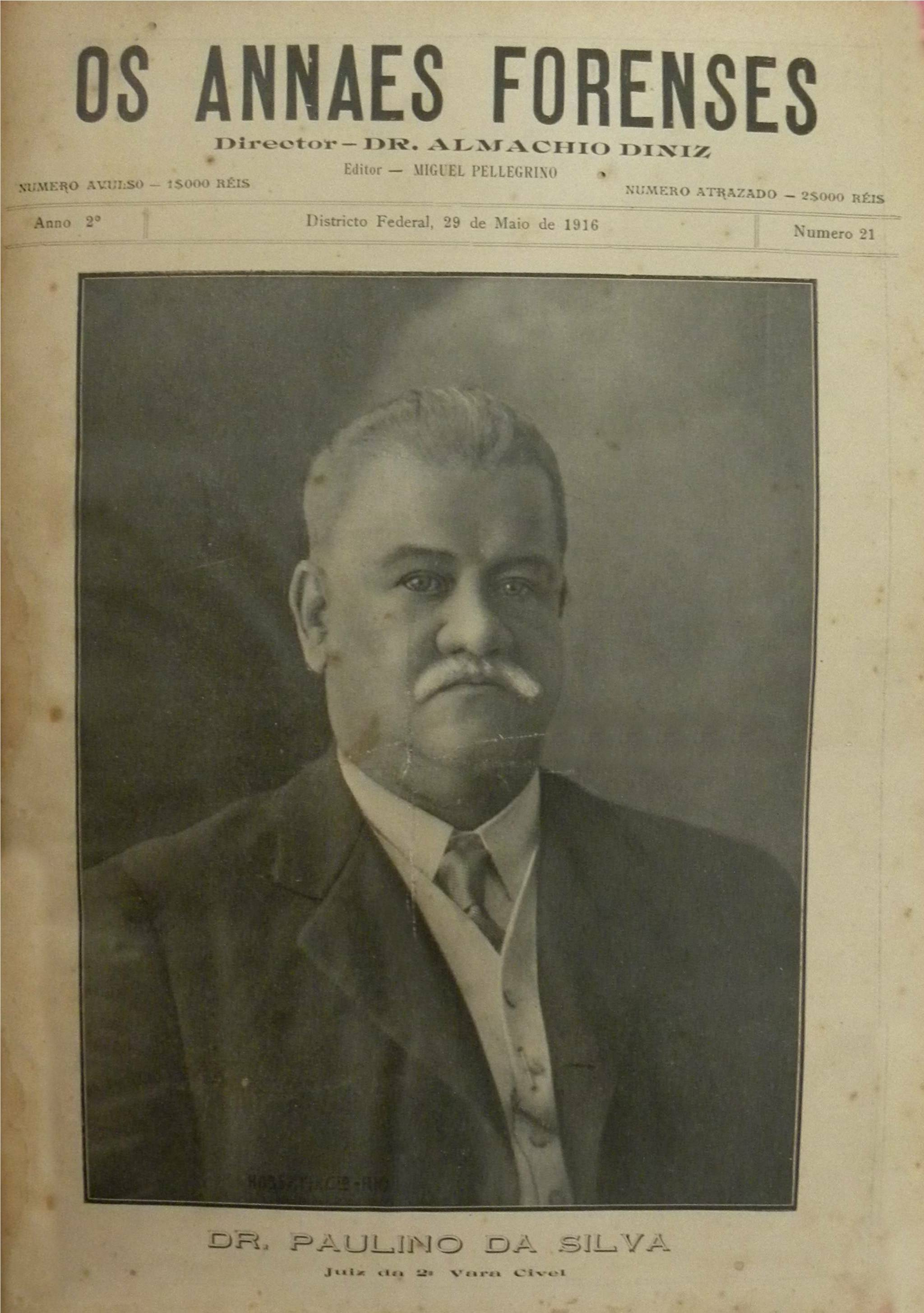
Foto do juiz Antônio Paulino da Silva em publicação da época

No início do século XX, as grandes empresas estrangeiras, notadamente, as norte-americanas e inglesas, se utilizavam de costumeiras manobras para eliminar qualquer tipo de concorrência de empresas nacionais que operavam no mesmo setor, tais como, o não pagamento de encomendas realizadas ou a injustificável demora no pagamento de títulos de crédito sob a sua responsabilidade. Muitas vezes, dependendo do volume das vendas efetuadas ou da dependência econômica que se criava em razão dos negócios com a multinacional, a empresa brasileira, privada da contraprestação pelos seus serviços,  acabava fechando as portas ou sendo absorvida pela devedora.
Foi assim que no ano de 1918, os jornais da época, como o "Correio da Manhã" (21 de fevereiro), "A Razão" (6 de março), a "Gazeta de Notícias" (22 de maio) e "A Rua" (28 de maio), noticiaram a questão jurídica suscitada pela recusa da Standard Oil Company of Brazil (considerada a mais poderosa companhia do mundo) de saldar a obrigação representada por uma letra de câmbio no valor de Rs:75:000$000 (setenta e cinco mil contos de réis), com vencimento de 22 de fevereiro de 1916. Foi uma das ocasiões em que o juiz Antonio Paulino exerceu a sua autoridade para reparar a lesão ao direito dos credores, apesar da violenta propaganda contra ele feita pela multinacional americana. 
Em outro caso de atuação judicial em defesa da sociedade, o jornal "O Combate" de 4 de abril de 1921, exibia na primeira página a seguinte manchete: "Acima dos milhões da Light, a Justiça Brasileira"; e assim inicia a matéria: "A Light acaba de sofrer um golpe de morte na sua desmedida voracidade. O juiz da 12ª Vara Cível, dr. Paulino Silva, a requerimento do dr. Candido de Oliveira Filho, advogado da Liga dos Contribuintes da Empresa Canadense, concedeu manutenção de posse do serviço telefônico a vários assinantes, que se não conformaram com as descabidas extorsões da Light, aumentando extraordinariamente os preços do referido serviço".
O magistrado que faleceu precocemente, durante os dezenove anos de exercício da profissão sempre permaneceu atuante na defesa dos verdadeiros princípios do Direito. Era cunhado do Senador Pinheiro Machado, casado com a sua irmã Benedita Brazilina Pinheiro Machado.  